# Zwietrzelina
Zwietrzelina – materiał powstały wskutek procesów wietrzenia.
Zwietrzelina utworzona w wyniku wietrzenia fizycznego jest zespołem okruchów skalnych różnej wielkości, o składzie chemicznym materiału wyjściowego.
Zwietrzelina powstała wskutek wietrzenia chemicznego stanowi produkt odbiegający swym składem od utworu wyjściowego.
Zwietrzelina może pozostawać na miejscu wietrzenia (in situ), jako regolit lub zostać z niego usunięta przez procesy denudacyjne i przetransportowana w inne miejsce, gdzie następuje jej sedymentacja.
Zwietrzelina może być gliniasto-ilasta (wietrzenie chemiczne) lub gruzowo-pyłowa (fizyczne).